# Sericania kobayashii
Sericania kobayashii är en skalbaggsart som beskrevs av Shuhei Nomura 1976. Sericania kobayashii ingår i släktet Sericania och familjen Melolonthidae. Inga underarter finns listade i Catalogue of Life.